# Liga Nacional de Futsal 2018
Die Liga Nacional de Futsal 2018 war die 23. Spielzeit einer brasilianischen Futsalliga, der Liga Nacional de Futsal.

## Modus
Der Wettbewerb wurde in fünf Phasen ausgetragen, einer Vorrunde sowie Achtel-, Viertel-, Halb- und Finalspiele. In der ersten Runde traten alle Klubs einmal im Ligaverfahren aufeinander. Die 16 besten Klubs zogen in das Achtelfinale ein. Ab diesem folgte der Wettbewerb dem K.-o.-System mit Hin- und Rückspiel. Es kam der Klub weiter, welcher die Treffen mit mindestens einem Sieg für sich entscheiden konnte. Gewannen beide Mannschaften ein Spiel oder gingen beide Unentschieden aus, wurde die Entscheidung zunächst in der Verlängerung gesucht. Endete diese ohne Ergebnis kam die Mannschaft eine Runde weiter, welche in der ersten Runde das bessere Ergebnis auswies. Das Heimspielrecht im Hinspiel lag bei dem Klub, welcher in der ersten Runde schlechter platziert war.

## Teilnehmer
- CER Atlântico
- Associação Carlos Barbosa de Futsal
- Blumenau Futsal
- AD Brasil Futuro
- Cascavel Futsal Clube
- AAC Copagril
- SC Corinthians
- Foz Cataratas Futsal
- ADC Intelli
- AD Jaraguá
- JEC Krona Futsal
- Associação Joaçaba EC
- Marreco Futsal
- Minas Tênis Clube
- Pato Futsal
- São José Futsal
- AE Shouse
- AD Futsal Tubaronense
- AE Venâncio Aires

## 1. Runde
| Pl. | Verein                | Sp. | S  | U | N  | Tore    | Diff. | Punkte |
| --- | --------------------- | --- | -- | - | -- | ------- | ----- | ------ |
| 1.  | JEC Krona Futsal (M)  | 18  | 14 | 2 | 2  | 063:290 | +34   | 44     |
| 2.  | Carlos Barbosa        | 18  | 14 | 1 | 3  | 061:300 | +31   | 43     |
| 3.  | CER Atlântico         | 18  | 12 | 1 | 5  | 074:440 | +30   | 37     |
| 4.  | Pato Futsal           | 18  | 10 | 5 | 3  | 056:340 | +22   | 35     |
| 5.  | SC Corinthians        | 18  | 10 | 5 | 3  | 052:360 | +16   | 35     |
| 6.  | AD Jaraguá            | 18  | 10 | 3 | 5  | 059:450 | +14   | 33     |
| 7.  | AAC Copagril          | 18  | 8  | 3 | 7  | 057:410 | +16   | 27     |
| 8.  | Associação Joaçaba EC | 18  | 8  | 3 | 7  | 030:310 | −1    | 27     |
| 9.  | AD Brasil Futuro      | 18  | 7  | 5 | 6  | 063:500 | +13   | 26     |
| 10. | Blumenau Futsal       | 18  | 7  | 5 | 6  | 048:440 | +4    | 26     |
| 11. | Minas Tênis Clube     | 18  | 7  | 5 | 6  | 060:580 | +2    | 26     |
| 12. | Foz Cataratas Futsal  | 18  | 7  | 2 | 9  | 044:480 | −4    | 23     |
| 13. | Marreco Futsal        | 18  | 7  | 0 | 11 | 054:580 | −4    | 21     |
| 14. | AE Venâncio Aires     | 18  | 5  | 5 | 8  | 039:420 | −3    | 20     |
| 15. | AD Futsal Tubaronense | 18  | 4  | 7 | 7  | 050:520 | −2    | 19     |
| 16. | Cascavel Futsal Clube | 18  | 5  | 1 | 12 | 047:670 | −20   | 16     |
| 17. | São José Futsal       | 18  | 4  | 4 | 10 | 034:470 | −13   | 16     |
| 18. | ADC Intelli           | 18  | 2  | 2 | 14 | 033:620 | −29   | 08     |
| 19. | AE Shouse             | 18  | 0  | 1 | 17 | 031:137 | −106  | 01     |

| Zum Saisonende 2017: |                       |
| (M)                  | Meister des Vorjahres |

## Finalrunde

### Turnierplan
|  | Achtelfinale   | Achtelfinale  | Achtelfinale |                |   | Viertelfinale | Viertelfinale | Viertelfinale |  |  | Halbfinale | Halbfinale | Halbfinale |  |  | Finale | Finale | Finale |
|  |                |               |              |                |   |               |               |               |  |  |            |            |            |  |  |        |        |        |
|  | Carlos Barbosa | 6             | 4            |                |   |               |               |               |  |  |            |            |            |  |  |        |        |        |
|  | Tubaronense    | 4             | 3            |                |   |               |               |               |  |  |            |            |            |  |  |        |        |        |
|  | Tubaronense    | 4             | 3            | Carlos Barbosa | 2 | 0             |               |               |  |  |            |            |            |  |  |        |        |        |
|  |                |               |              | Carlos Barbosa | 2 | 0             |               |               |  |  |            |            |            |  |  |        |        |        |
|  |                | Copagril      | 2            | 2              |   |               |               |               |  |  |            |            |            |  |  |        |        |        |
|  | Copagril       | Copagril      | 2            | 2              | 3 | 2 (2)         |               |               |  |  |            |            |            |  |  |        |        |        |
|  | Copagril       |               |              |                | 3 | 2 (2)         |               |               |  |  |            |            |            |  |  |        |        |        |
|  | Blumenau       | 3             | 2 (0)        |                |   |               |               |               |  |  |            |            |            |  |  |        |        |        |
|  | Blumenau       | 3             | 2 (0)        | Copagril       | 1 | 1             |               |               |  |  |            |            |            |  |  |        |        |        |
|  |                |               |              |                |   |               |               |               |  |  |            |            |            |  |  |        |        |        |
|  |                | Atlântico     | 1            | 2              |   |               |               |               |  |  |            |            |            |  |  |        |        |        |
|  | Jaraguá        | Atlântico     | 1            | 2              | 3 | 2             |               |               |  |  |            |            |            |  |  |        |        |        |
|  | Jaraguá        |               |              |                | 3 | 2             |               |               |  |  |            |            |            |  |  |        |        |        |
|  | Minas          | 3             | 6            |                |   |               |               |               |  |  |            |            |            |  |  |        |        |        |
|  | Minas          | 3             | 6            | Minas          | 3 | 2             |               |               |  |  |            |            |            |  |  |        |        |        |
|  |                |               |              | Minas          | 3 | 2             |               |               |  |  |            |            |            |  |  |        |        |        |
|  |                | Atlântico     | 3            | 3              |   |               |               |               |  |  |            |            |            |  |  |        |        |        |
|  | Atlântico      | Atlântico     | 3            | 3              | 4 | 3             |               |               |  |  |            |            |            |  |  |        |        |        |
|  | Atlântico      |               |              |                | 4 | 3             |               |               |  |  |            |            |            |  |  |        |        |        |
|  | Venâncio       | 3             | 0            |                |   |               |               |               |  |  |            |            |            |  |  |        |        |        |
|  | Venâncio       | 3             | 0            | Atlântico      | 0 | 4 (1)         |               |               |  |  |            |            |            |  |  |        |        |        |
|  |                |               |              |                |   |               |               |               |  |  |            |            |            |  |  |        |        |        |
|  |                | Pato          | 6            | 2 (2)          |   |               |               |               |  |  |            |            |            |  |  |        |        |        |
|  | Pato           | Pato          | 6            | 2 (2)          | 4 | 3             |               |               |  |  |            |            |            |  |  |        |        |        |
|  | Pato           |               |              |                | 4 | 3             |               |               |  |  |            |            |            |  |  |        |        |        |
|  | Marreco        | 2             | 2            |                |   |               |               |               |  |  |            |            |            |  |  |        |        |        |
|  | Marreco        | 2             | 2            | Pato           | 1 | 4             |               |               |  |  |            |            |            |  |  |        |        |        |
|  |                |               |              | Pato           | 1 | 4             |               |               |  |  |            |            |            |  |  |        |        |        |
|  |                | Corinthians   | 1            | 2              |   |               |               |               |  |  |            |            |            |  |  |        |        |        |
|  | Corinthians    | Corinthians   | 1            | 2              | 2 | 4 (0)         |               |               |  |  |            |            |            |  |  |        |        |        |
|  | Corinthians    |               |              |                | 2 | 4 (0)         |               |               |  |  |            |            |            |  |  |        |        |        |
|  | Foz            | 2             | 4 (0)        |                |   |               |               |               |  |  |            |            |            |  |  |        |        |        |
|  | Foz            | 2             | 4 (0)        | Pato           | 3 | 2 (3)         |               |               |  |  |            |            |            |  |  |        |        |        |
|  |                |               |              |                |   |               |               |               |  |  |            |            |            |  |  |        |        |        |
|  |                | Brasil Futuro | 3            | 2 (1)          |   |               |               |               |  |  |            |            |            |  |  |        |        |        |
|  | Joaçaba        | Brasil Futuro | 3            | 2 (1)          | 0 | 2             |               |               |  |  |            |            |            |  |  |        |        |        |
|  | Joaçaba        |               |              |                | 0 | 2             |               |               |  |  |            |            |            |  |  |        |        |        |
|  | Brasil Futuro  | 4             | 2            |                |   |               |               |               |  |  |            |            |            |  |  |        |        |        |
|  | Brasil Futuro  | 4             | 2            | Brasil Futuro  | 4 | 2 (1)         |               |               |  |  |            |            |            |  |  |        |        |        |
|  |                |               |              | Brasil Futuro  | 4 | 2 (1)         |               |               |  |  |            |            |            |  |  |        |        |        |
|  |                | JEC           | 2            | 6 (0)          |   |               |               |               |  |  |            |            |            |  |  |        |        |        |
|  | JEC            | JEC           | 2            | 6 (0)          | 5 | 3             |               |               |  |  |            |            |            |  |  |        |        |        |
|  | JEC            |               |              |                | 5 | 3             |               |               |  |  |            |            |            |  |  |        |        |        |
|  | Cascavel       | 5             | 0            |                |   |               |               |               |  |  |            |            |            |  |  |        |        |        |

### Achtelfinale
| Datum   |                   | Ergebnis            |                   |
| ------- | ----------------- | ------------------- | ----------------- |
| 12.10.  | AE Venâncio Aires | 3:4 (1:2)           | CER Atlântico     |
| 23.10.  | CER Atlântico     | 3:0 (0:0)           | AE Venâncio Aires |
| Gesamt: | CER Atlântico     | 6:0 Pkt. (7:3 Tore) | AE Venâncio Aires |

| Datum   |                 | Ergebnis            |                 |
| ------- | --------------- | ------------------- | --------------- |
| 13.10.  | Blumenau Futsal | 3:3 (1:1)           | AAC Copagril    |
| 20.10.  | AAC Copagril    | 2:2 (0:1)           | Blumenau Futsal |
| 20.10.  | AAC Copagril    | 2:0 n. V.           | Blumenau Futsal |
| Gesamt: | AAC Copagril    | 5:2 Pkt. (7:5 Tore) | Blumenau Futsal |

| Datum   |                       | Ergebnis             |                       |
| ------- | --------------------- | -------------------- | --------------------- |
| 13.10.  | AD Futsal Tubaronense | 4:6 (2:4)            | Carlos Barbosa        |
| 21.10.  | Carlos Barbosa        | 4:3 (1:0)            | AD Futsal Tubaronense |
| Gesamt: | Carlos Barbosa        | 6:0 Pkt. (10:7 Tore) | AD Futsal Tubaronense |

| Datum   |                | Ergebnis            |                |
| ------- | -------------- | ------------------- | -------------- |
| 14.10.  | Marreco Futsal | 2:4 (1:1)           | Pato Futsal    |
| 20.10.  | Pato Futsal    | 3:2 (1:2)           | Marreco Futsal |
| Gesamt: | Pato Futsal    | 6:0 Pkt. (7:4 Tore) | Marreco Futsal |

| Datum   |                       | Ergebnis            |                       |
| ------- | --------------------- | ------------------- | --------------------- |
| 14.10.  | AD Brasil Futuro      | 4:0 (1:0)           | Associação Joaçaba EC |
| 20.10.  | Associação Joaçaba EC | 2:2 (1:1)           | AD Brasil Futuro      |
| Gesamt: | Associação Joaçaba EC | 1:4 Pkt. (2:6 Tore) | AD Brasil Futuro      |

| Datum   |                   | Ergebnis            |                   |
| ------- | ----------------- | ------------------- | ----------------- |
| 15.10.  | Minas Tênis Clube | 3:3 (1:0)           | AD Jaraguá        |
| 22.10.  | AD Jaraguá        | 2:6 (2:4)           | Minas Tênis Clube |
| Gesamt: | AD Jaraguá        | 1:4 Pkt. (5:9 Tore) | Minas Tênis Clube |

| Datum   |                      | Ergebnis            |                      |
| ------- | -------------------- | ------------------- | -------------------- |
| 15.10.  | Foz Cataratas Futsal | 2:2 (1:1)           | SC Corinthians       |
| 22.10.  | SC Corinthians       | 4:4 (2:0)           | Foz Cataratas Futsal |
| 22.10.  | SC Corinthians       | 0:0 n. V.           | Foz Cataratas Futsal |
| Gesamt: | SC Corinthians       | 3:3 Pkt. (6:6 Tore) | Foz Cataratas Futsal |

| Datum   |                       | Ergebnis            |                       |
| ------- | --------------------- | ------------------- | --------------------- |
| 16.10.  | Cascavel Futsal Clube | 5:5 (3:3)           | JEC Krona Futsal      |
| 21.10.  | JEC Krona Futsal      | 3:0 (2:0)           | Cascavel Futsal Clube |
| Gesamt: | JEC Krona Futsal      | 4:1 Pkt. (8:5 Tore) | Cascavel Futsal Clube |

### Viertelfinale
| Datum   |                  | Ergebnis            |                  |
| ------- | ---------------- | ------------------- | ---------------- |
| 2.11.   | AD Brasil Futuro | 4:2 (3:1)           | JEC Krona Futsal |
| 10.11.  | JEC Krona Futsal | 6:2 (4:1)           | AD Brasil Futuro |
| 10.11.  | JEC Krona Futsal | 0:1 n. V.           | AD Brasil Futuro |
| Gesamt: | JEC Krona Futsal | 3:6 Pkt. (8:7 Tore) | AD Brasil Futuro |

| Datum   |                | Ergebnis            |                |
| ------- | -------------- | ------------------- | -------------- |
| 3.11.   | AAC Copagril   | 2:2 (0:2)           | Carlos Barbosa |
| 11.11.  | Carlos Barbosa | 0:2 (0:0)           | AAC Copagril   |
| Gesamt: | Carlos Barbosa | 4:4 Pkt. (2:4 Tore) | AAC Copagril   |

| Datum   |                   | Ergebnis            |                   |
| ------- | ----------------- | ------------------- | ----------------- |
| 4.11.   | Minas Tênis Clube | 3:3 (2:2)           | CER Atlântico     |
| 9.11.   | CER Atlântico     | 3:2 (1:0)           | Minas Tênis Clube |
| Gesamt: | CER Atlântico     | 4:1 Pkt. (6:5 Tore) | Minas Tênis Clube |

| Datum   |                | Ergebnis            |                |
| ------- | -------------- | ------------------- | -------------- |
| 5.11.   | SC Corinthians | 1:1 (0:1)           | Pato Futsal    |
| 10.11.  | Pato Futsal    | 4:2 (1:0)           | SC Corinthians |
| Gesamt: | Pato Futsal    | 4:1 Pkt. (5:3 Tore) | SC Corinthians |

### Halbfinale
| Datum   |                  | Ergebnis            |                  |
| ------- | ---------------- | ------------------- | ---------------- |
| 17.11.  | AD Brasil Futuro | 3:3 (0:0)           | Pato Futsal      |
| 25.11.  | Pato Futsal      | 2:2 (2:0)           | AD Brasil Futuro |
| 25.11.  | Pato Futsal      | 3:1 n. V.           | AD Brasil Futuro |
| Gesamt: | Pato Futsal      | 5:2 Pkt. (8:6 Tore) | AD Brasil Futuro |

| Datum   |               | Ergebnis            |               |
| ------- | ------------- | ------------------- | ------------- |
| 18.11.  | AAC Copagril  | 1:1 (1:1)           | CER Atlântico |
| 24.11.  | CER Atlântico | 2:1 (1:1)           | AAC Copagril  |
| Gesamt: | CER Atlântico | 4:1 Pkt. (3:2 Tore) | AAC Copagril  |

### Finale
| Datum   |               | Ergebnis            |               |
| ------- | ------------- | ------------------- | ------------- |
| 2.12.   | Pato Futsal   | 6:0 (0:0)           | CER Atlântico |
| 9.12.   | CER Atlântico | 4:2 (3:1)           | Pato Futsal   |
| 9.12.   | CER Atlântico | 1:1 n. V.           | Pato Futsal   |
| Gesamt: | CER Atlântico | 4:4 Pkt. (5:9 Tore) | Pato Futsal   |